# سرطان‌شناسی مولکولی
شیمی سرطان یا سرطان‌شناسی مولکولی میان‌رشته‌ای از دانش بنیادین شیمی و دانش سرطان‌شناسی است که به بررسی بیماری سرطان در مقیاس مولکولی می‌پردازد.